# Verrières (Ardennes)
Verrières település Franciaországban, Ardennes megyében. Lakosainak száma 33 fő (2022. január 1.). Verrières Brieulles-sur-Bar, Oches, Saint-Pierremont és Sy községekkel határos.

## Népesség
A település népessége az elmúlt években az alábbi módon változott:
| Lakosok száma | 60   | 40   | 31   | 35   | 27   | 27   | 27   | 31   | 32   | 33   |
|               | 1968 | 1982 | 1990 | 2006 | 2013 | 2015 | 2017 | 2019 | 2020 | 2022 |